# Seznam hrvaških svetnikov
Seznam hrvaških svetnikov je urejen po nazivih (stopnjah) svetništva, znotraj njih pa po letnicah pridobitve naziva. Seznam je sestavljen iz treh delov: v prvem delu so hrvaški svetniki in kandidati za svetnike, v drugem so drugi (nehrvaški) iz ozemlja današnje Hrvaške, v tretjem pa svetniki iz rimskega časa, ki so izvirali iz ozemlja današnje Hrvaške.

## Seznam

### Svetniki
| #  | Slika                     | Ime             | Rojen, umrl                                                 | Služba                                          | Pokopan                                 | Božji služabnik, Častitljivi, Blaženi, Svetnik | God      |
| -- | ------------------------- | --------------- | ----------------------------------------------------------- | ----------------------------------------------- | --------------------------------------- | ---------------------------------------------- | -------- |
| 1. | Klikni za spremembo slike | Nikolaj Tavelić | okoli 1340, Šibenik 14. november 1391, Jeruzalem            | frančiškan, duhovnik, misijonar, mučenec        |                                         |                                                | 14. nov. |
| 1. | Klikni za spremembo slike | Nikolaj Tavelić | okoli 1340, Šibenik 14. november 1391, Jeruzalem            | frančiškan, duhovnik, misijonar, mučenec        |                                         |                                                | 14. nov. |
| 1. | Klikni za spremembo slike | Nikolaj Tavelić | okoli 1340, Šibenik 14. november 1391, Jeruzalem            | frančiškan, duhovnik, misijonar, mučenec        | 6. junij 1889, Rim (Leon XIII.)         |                                                | 14. nov. |
| 1. | Klikni za spremembo slike | Nikolaj Tavelić | okoli 1340, Šibenik 14. november 1391, Jeruzalem            | frančiškan, duhovnik, misijonar, mučenec        | 21. junij 1970, Vatikan (Pavel VI.)     |                                                | 14. nov. |
| 2. | Klikni za spremembo slike | Leopold Mandić  | 12. maj 1866, Herceg Novi, Črna gora 30. julij 1942, Padova | kapucin, duhovnik, spovednik                    | Kapucinski samostan Padova (en)         | 16. januar 1945                                | 30. jul. |
| 2. | Klikni za spremembo slike | Leopold Mandić  | 12. maj 1866, Herceg Novi, Črna gora 30. julij 1942, Padova | kapucin, duhovnik, spovednik                    | Kapucinski samostan Padova (en)         | 1. marec 1974                                  | 30. jul. |
| 2. | Klikni za spremembo slike | Leopold Mandić  | 12. maj 1866, Herceg Novi, Črna gora 30. julij 1942, Padova | kapucin, duhovnik, spovednik                    | Kapucinski samostan Padova (en)         | 2. maj 1976, Rim (Pavel VI.)                   | 30. jul. |
| 2. | Klikni za spremembo slike | Leopold Mandić  | 12. maj 1866, Herceg Novi, Črna gora 30. julij 1942, Padova | kapucin, duhovnik, spovednik                    | Kapucinski samostan Padova (en)         | 16. oktober 1983, Rim (Janez Pavel II.)        | 30. jul. |
| 3. | Klikni za spremembo slike | Marko Križevski | okoli 1588, Križevci 7. september 1619, Košice, Slovaška    | duhovnik, kanonik, profesor, misijonar, mučenec |                                         |                                                | 7. jul.  |
| 3. | Klikni za spremembo slike | Marko Križevski | okoli 1588, Križevci 7. september 1619, Košice, Slovaška    | duhovnik, kanonik, profesor, misijonar, mučenec | 6. januar 1904                          |                                                | 7. jul.  |
| 3. | Klikni za spremembo slike | Marko Križevski | okoli 1588, Križevci 7. september 1619, Košice, Slovaška    | duhovnik, kanonik, profesor, misijonar, mučenec | 15. januar 1905, Rim (Pij X.)           |                                                | 7. jul.  |
| 3. | Klikni za spremembo slike | Marko Križevski | okoli 1588, Križevci 7. september 1619, Košice, Slovaška    | duhovnik, kanonik, profesor, misijonar, mučenec | 2. julij 1995, Košice (Janez Pavel II.) |                                                | 7. jul.  |

### Blaženi
| #   | Slika                     | Ime                        | Rojen, umrl                                                           | Služba | Pokopan                                                             | Božji služabnik, Častitljivi, Blaženi, Svetnik     | God      |
| --- | ------------------------- | -------------------------- | --------------------------------------------------------------------- | --- | ------------------------------------------------------------------- | -------------------------------------------------- | -------- |
| 1.  | Klikni za spremembo slike | Katarina Kosača Kotromanić | 1424, Blagaj, BiH 25. oktober 1478, Rim                               | bosanska kraljica soproga, frančiškanska tretjerednica                                                      | Bazilika sv. Marije v Ara Coleiju, Rim (en)                         |                                                    | 25. okt. |
| 1.  | Klikni za spremembo slike | Katarina Kosača Kotromanić | 1424, Blagaj, BiH 25. oktober 1478, Rim                               | bosanska kraljica soproga, frančiškanska tretjerednica                                                      | Bazilika sv. Marije v Ara Coleiju, Rim (en)                         |                                                    | 25. okt. |
| 1.  | Klikni za spremembo slike | Katarina Kosača Kotromanić | 1424, Blagaj, BiH 25. oktober 1478, Rim                               | bosanska kraljica soproga, frančiškanska tretjerednica                                                      | Bazilika sv. Marije v Ara Coleiju, Rim (en)                         |                                                    | 25. okt. |
| 1.  | Klikni za spremembo slike | Katarina Kosača Kotromanić | 1424, Blagaj, BiH 25. oktober 1478, Rim                               | bosanska kraljica soproga, frančiškanska tretjerednica                                                      | Bazilika sv. Marije v Ara Coleiju, Rim (en)                         |                                                    | 25. okt. |
| 2.  | Klikni za spremembo slike | Avguštin Kažotić           | okoli 1260, Trogir 3. avgust 1323, Lucera, Italija                    | dominikanec, škof v Zagrebu in v Luceri - Troii                                                             | Stolnica Marijinega vnebovzetja, Lucera (en)                        |                                                    | 3. avg.  |
| 2.  | Klikni za spremembo slike | Avguštin Kažotić           | okoli 1260, Trogir 3. avgust 1323, Lucera, Italija                    | dominikanec, škof v Zagrebu in v Luceri - Troii                                                             | Stolnica Marijinega vnebovzetja, Lucera (en)                        |                                                    | 3. avg.  |
| 2.  | Klikni za spremembo slike | Avguštin Kažotić           | okoli 1260, Trogir 3. avgust 1323, Lucera, Italija                    | dominikanec, škof v Zagrebu in v Luceri - Troii                                                             | Stolnica Marijinega vnebovzetja, Lucera (en)                        | 17. julij 1700 (Inocenc XII.)                      | 3. avg.  |
| 2.  | Klikni za spremembo slike | Avguštin Kažotić           | okoli 1260, Trogir 3. avgust 1323, Lucera, Italija                    | dominikanec, škof v Zagrebu in v Luceri - Troii                                                             | Stolnica Marijinega vnebovzetja, Lucera (en)                        |                                                    | 3. avg.  |
| 3.  | Klikni za spremembo slike | Gracijan Kotorski          | 27. oktober 1438, Muo, Črna gora 9. november 1508, Benetke            | avguštinec, ribič, pomorščak                                                                                |                                                                     |                                                    | 8. nov.  |
| 3.  | Klikni za spremembo slike | Gracijan Kotorski          | 27. oktober 1438, Muo, Črna gora 9. november 1508, Benetke            | avguštinec, ribič, pomorščak                                                                                |                                                                     |                                                    | 8. nov.  |
| 3.  | Klikni za spremembo slike | Gracijan Kotorski          | 27. oktober 1438, Muo, Črna gora 9. november 1508, Benetke            | avguštinec, ribič, pomorščak                                                                                | 6. junij 1889 (Leon XIII.)                                          |                                                    | 8. nov.  |
| 3.  | Klikni za spremembo slike | Gracijan Kotorski          | 27. oktober 1438, Muo, Črna gora 9. november 1508, Benetke            | avguštinec, ribič, pomorščak                                                                                |                                                                     |                                                    | 8. nov.  |
| 4.  | Klikni za spremembo slike | Hozana Kotorska            | 25. november 1493, Relezi, Črna gora 27. april 1565, Kotor, Črna gora | dominikanska tretjerednica                                                                                  |                                                                     |                                                    | 27. apr. |
| 4.  | Klikni za spremembo slike | Hozana Kotorska            | 25. november 1493, Relezi, Črna gora 27. april 1565, Kotor, Črna gora | dominikanska tretjerednica                                                                                  |                                                                     |                                                    | 27. apr. |
| 4.  | Klikni za spremembo slike | Hozana Kotorska            | 25. november 1493, Relezi, Črna gora 27. april 1565, Kotor, Črna gora | dominikanska tretjerednica                                                                                  | 21. december 1927 (Pij XI.)                                         |                                                    | 27. apr. |
| 4.  | Klikni za spremembo slike | Hozana Kotorska            | 25. november 1493, Relezi, Črna gora 27. april 1565, Kotor, Črna gora | dominikanska tretjerednica                                                                                  |                                                                     |                                                    | 27. apr. |
| 5.  | Klikni za spremembo slike | Alojzije Stepinac          | 8. julij 1898, Brezarić 10. februar 1960, Krašić                      | nadškof v Zagrebu, kardinal, mučenec                                                                        | Stolnica Marijinega vnebovzetja in sv. Štefana in Ladislava, Zagreb | 9. oktober 1981                                    | 10. feb. |
| 5.  | Klikni za spremembo slike | Alojzije Stepinac          | 8. julij 1898, Brezarić 10. februar 1960, Krašić                      | nadškof v Zagrebu, kardinal, mučenec                                                                        | Stolnica Marijinega vnebovzetja in sv. Štefana in Ladislava, Zagreb | 3. julij 1998                                      | 10. feb. |
| 5.  | Klikni za spremembo slike | Alojzije Stepinac          | 8. julij 1898, Brezarić 10. februar 1960, Krašić                      | nadškof v Zagrebu, kardinal, mučenec                                                                        | Stolnica Marijinega vnebovzetja in sv. Štefana in Ladislava, Zagreb | 3. oktober 1998, Marija Bistrica (Janez Pavel II.) | 10. feb. |
| 5.  | Klikni za spremembo slike | Alojzije Stepinac          | 8. julij 1898, Brezarić 10. februar 1960, Krašić                      | nadškof v Zagrebu, kardinal, mučenec                                                                        | Stolnica Marijinega vnebovzetja in sv. Štefana in Ladislava, Zagreb |                                                    | 10. feb. |
| 6.  | Klikni za spremembo slike | Marija Petković            | 10. december 1892, Blato 9. julij 1966, Rim                           | redovnica, ustanoviteljica Kongregacije hčera usmiljenja Tretjega reda sv. Frančiška                        | kripta samostanske kapele Kristusa Kralja, Blato                    | 28. februar 1989                                   | 9. jul.  |
| 6.  | Klikni za spremembo slike | Marija Petković            | 10. december 1892, Blato 9. julij 1966, Rim                           | redovnica, ustanoviteljica Kongregacije hčera usmiljenja Tretjega reda sv. Frančiška                        | kripta samostanske kapele Kristusa Kralja, Blato                    | 5. julij 2002                                      | 9. jul.  |
| 6.  | Klikni za spremembo slike | Marija Petković            | 10. december 1892, Blato 9. julij 1966, Rim                           | redovnica, ustanoviteljica Kongregacije hčera usmiljenja Tretjega reda sv. Frančiška                        | kripta samostanske kapele Kristusa Kralja, Blato                    | 6. junij 2003, Dubrovnik (Janez Pavel II.)         | 9. jul.  |
| 6.  | Klikni za spremembo slike | Marija Petković            | 10. december 1892, Blato 9. julij 1966, Rim                           | redovnica, ustanoviteljica Kongregacije hčera usmiljenja Tretjega reda sv. Frančiška                        | kripta samostanske kapele Kristusa Kralja, Blato                    |                                                    | 9. jul.  |
| 7.  | Klikni za spremembo slike | Ivan Merz                  | 16. december 1896, Banja Luka 10. maj 1928, Zagreb                    | jezikoslovec, primerjalni književnik, pisatelj, profesor na Nadškofijski klasični gimnaziji Zagreb          | Bazilika Srca Jezusovega, Zagreb                                    | 8. maj 1958                                        | 10. maj  |
| 7.  | Klikni za spremembo slike | Ivan Merz                  | 16. december 1896, Banja Luka 10. maj 1928, Zagreb                    | jezikoslovec, primerjalni književnik, pisatelj, profesor na Nadškofijski klasični gimnaziji Zagreb          | Bazilika Srca Jezusovega, Zagreb                                    | 5. julij 2002                                      | 10. maj  |
| 7.  | Klikni za spremembo slike | Ivan Merz                  | 16. december 1896, Banja Luka 10. maj 1928, Zagreb                    | jezikoslovec, primerjalni književnik, pisatelj, profesor na Nadškofijski klasični gimnaziji Zagreb          | Bazilika Srca Jezusovega, Zagreb                                    | 22. junij 2003, Banja Luka (Janez Pavel II.)       | 10. maj  |
| 7.  | Klikni za spremembo slike | Ivan Merz                  | 16. december 1896, Banja Luka 10. maj 1928, Zagreb                    | jezikoslovec, primerjalni književnik, pisatelj, profesor na Nadškofijski klasični gimnaziji Zagreb          | Bazilika Srca Jezusovega, Zagreb                                    |                                                    | 10. maj  |
| 8.  | Klikni za spremembo slike | Jula Ivanišević            | 25. november 1893, Godinjak 15. december 1941, Goražde                | redovnica Hčera Božje ljubezni, ena od petih drinskih mučenk                                                |                                                                     | 4. december 1999                                   | 15. dec. |
| 8.  | Klikni za spremembo slike | Jula Ivanišević            | 25. november 1893, Godinjak 15. december 1941, Goražde                | redovnica Hčera Božje ljubezni, ena od petih drinskih mučenk                                                | 14. januar 2011                                                     |                                                    | 15. dec. |
| 8.  | Klikni za spremembo slike | Jula Ivanišević            | 25. november 1893, Godinjak 15. december 1941, Goražde                | redovnica Hčera Božje ljubezni, ena od petih drinskih mučenk                                                | 24. september 2011, Sarajevo (Angelo Amato)                         |                                                    | 15. dec. |
| 8.  | Klikni za spremembo slike | Jula Ivanišević            | 25. november 1893, Godinjak 15. december 1941, Goražde                | redovnica Hčera Božje ljubezni, ena od petih drinskih mučenk                                                |                                                                     |                                                    | 15. dec. |
| 9.  | Klikni za spremembo slike | Miroslav Bulešić           | 13. maj 1920, Čabrunići 24. avgust 1947, Lanišće                      | duhovnik, mučenec                                                                                           | Cerkev Marijinega oznanjenja, Svetvinčenat                          | 24. april 1956                                     | 24. avg. |
| 9.  | Klikni za spremembo slike | Miroslav Bulešić           | 13. maj 1920, Čabrunići 24. avgust 1947, Lanišće                      | duhovnik, mučenec                                                                                           | Cerkev Marijinega oznanjenja, Svetvinčenat                          | 20. december 2012                                  | 24. avg. |
| 9.  | Klikni za spremembo slike | Miroslav Bulešić           | 13. maj 1920, Čabrunići 24. avgust 1947, Lanišće                      | duhovnik, mučenec                                                                                           | Cerkev Marijinega oznanjenja, Svetvinčenat                          | 28. september 2013, Pulj (Angelo Amato)            | 24. avg. |
| 9.  | Klikni za spremembo slike | Miroslav Bulešić           | 13. maj 1920, Čabrunići 24. avgust 1947, Lanišće                      | duhovnik, mučenec                                                                                           | Cerkev Marijinega oznanjenja, Svetvinčenat                          |                                                    | 24. avg. |
| 10. | Klikni za spremembo slike | Serafin Kodić Glasnović    | 25. april 1893, Janjevo, Kosovo 11. maj 1947, Lezhë, Albanija         | duhovnika, Kodić Glasnović tudi frančiškan, dva od 38 mučencev latinske in grškokatoliške Cerkve v Albaniji |                                                                     | 10. november 2002                                  | 19. mar. |
| 10. | Klikni za spremembo slike | Serafin Kodić Glasnović    | 25. april 1893, Janjevo, Kosovo 11. maj 1947, Lezhë, Albanija         | duhovnika, Kodić Glasnović tudi frančiškan, dva od 38 mučencev latinske in grškokatoliške Cerkve v Albaniji | 26. april 2016                                                      |                                                    | 19. mar. |
| 11. | Klikni za spremembo slike | Anton Muzić                | 12. maj 1921, Vrnakolo, Kosovo spomladi 1948, Skaderë, Albanija       | duhovnika, Kodić Glasnović tudi frančiškan, dva od 38 mučencev latinske in grškokatoliške Cerkve v Albaniji | 5. november 2016, Skader (Angelo Amato)                             |                                                    | 19. mar. |
| 11. | Klikni za spremembo slike | Anton Muzić                | 12. maj 1921, Vrnakolo, Kosovo spomladi 1948, Skaderë, Albanija       | duhovnika, Kodić Glasnović tudi frančiškan, dva od 38 mučencev latinske in grškokatoliške Cerkve v Albaniji |                                                                     |                                                    | 19. mar. |
| 12. | Klikni za spremembo slike | Alojzije Palić             | 14. april 1878, Janjevo, Kosovo 7. marec 1913, Janoš, Kosovo          | frančiškan, duhovnik, mučenec                                                                               |                                                                     | 10. november 2002                                  |          |
| 12. | Klikni za spremembo slike | Alojzije Palić             | 14. april 1878, Janjevo, Kosovo 7. marec 1913, Janoš, Kosovo          | frančiškan, duhovnik, mučenec                                                                               | 20. junij 2024                                                      |                                                    |          |
| 12. | Klikni za spremembo slike | Alojzije Palić             | 14. april 1878, Janjevo, Kosovo 7. marec 1913, Janoš, Kosovo          | frančiškan, duhovnik, mučenec                                                                               | 16. november 2024, Skader (Marcello Semeraro)                       |                                                    |          |
| 12. | Klikni za spremembo slike | Alojzije Palić             | 14. april 1878, Janjevo, Kosovo 7. marec 1913, Janoš, Kosovo          | frančiškan, duhovnik, mučenec                                                                               |                                                                     |                                                    |          |

### Častitljivi Božji služabniki
| #  | Slika                     | Ime            | Rojen, umrl                                            | Služba               | Pokopan                                | Božji služabnik, Častitljivi, Blaženi, Svetnik | God |
| -- | ------------------------- | -------------- | ------------------------------------------------------ | -------------------- | -------------------------------------- | ---------------------------------------------- | --- |
| 1. | Klikni za spremembo slike | Petar Barbarić | 19. maj 1874, Klobuk, BiH 15. april 1897, Travnik, BiH | jezuit, semeniščnik  | Cerkev sv. Alojzija, Travnik           | 16. december 1938                              |     |
| 1. | Klikni za spremembo slike | Petar Barbarić | 19. maj 1874, Klobuk, BiH 15. april 1897, Travnik, BiH | jezuit, semeniščnik  | Cerkev sv. Alojzija, Travnik           | 18. march 2015                                 |     |
| 1. | Klikni za spremembo slike | Petar Barbarić | 19. maj 1874, Klobuk, BiH 15. april 1897, Travnik, BiH | jezuit, semeniščnik  | Cerkev sv. Alojzija, Travnik           |                                                |     |
| 1. | Klikni za spremembo slike | Petar Barbarić | 19. maj 1874, Klobuk, BiH 15. april 1897, Travnik, BiH | jezuit, semeniščnik  | Cerkev sv. Alojzija, Travnik           |                                                |     |
| 2. | Klikni za spremembo slike | Ante Antić     | 16. april 1893, Prvić Šepurine 4. marec 1965, Zagreb   | frančiškan, duhovnik | Cerkev Lurške Matere Božje, Zagreb (c) | 1984                                           |     |
| 2. | Klikni za spremembo slike | Ante Antić     | 16. april 1893, Prvić Šepurine 4. marec 1965, Zagreb   | frančiškan, duhovnik | Cerkev Lurške Matere Božje, Zagreb (c) | 5. maj 2015                                    |     |
| 2. | Klikni za spremembo slike | Ante Antić     | 16. april 1893, Prvić Šepurine 4. marec 1965, Zagreb   | frančiškan, duhovnik | Cerkev Lurške Matere Božje, Zagreb (c) |                                                |     |
| 2. | Klikni za spremembo slike | Ante Antić     | 16. april 1893, Prvić Šepurine 4. marec 1965, Zagreb   | frančiškan, duhovnik | Cerkev Lurške Matere Božje, Zagreb (c) |                                                |     |
| 3. | Klikni za spremembo slike | Ante Tomičić   | 23. marec 1901, Razbojine 25. november 1981, Reka      | kapucin              |                                        | 26. julij 2005                                 |     |
| 3. | Klikni za spremembo slike | Ante Tomičić   | 23. marec 1901, Razbojine 25. november 1981, Reka      | kapucin              | 14. marec 2024                         |                                                |     |
| 3. | Klikni za spremembo slike | Ante Tomičić   | 23. marec 1901, Razbojine 25. november 1981, Reka      | kapucin              |                                        |                                                |     |
| 3. | Klikni za spremembo slike | Ante Tomičić   | 23. marec 1901, Razbojine 25. november 1981, Reka      | kapucin              |                                        |                                                |     |

### Božji služabniki
| #   | Slika                     | Ime                | Rojen, umrl                                                       | Služba                                                                         | Pokopan                                                             | Božji služabnik, Častitljivi, Blaženi, Svetnik | God |
| --- | ------------------------- | ------------------ | ----------------------------------------------------------------- | ------------------------------------------------------------------------------ | ------------------------------------------------------------------- | ---------------------------------------------- | --- |
| 1.  | Klikni za spremembo slike | Gerard Stantić     | 18. september 1876, Đurđin, Srbija 24. junij 1956, Sombor, Srbija | karmeličan, duhovnik                                                           | Cerkev sv. Štefana I. Ogrskega, Sombor (d)                          | 1985                                           |     |
| 1.  | Klikni za spremembo slike | Gerard Stantić     | 18. september 1876, Đurđin, Srbija 24. junij 1956, Sombor, Srbija | karmeličan, duhovnik                                                           | Cerkev sv. Štefana I. Ogrskega, Sombor (d)                          |                                                |     |
| 1.  | Klikni za spremembo slike | Gerard Stantić     | 18. september 1876, Đurđin, Srbija 24. junij 1956, Sombor, Srbija | karmeličan, duhovnik                                                           | Cerkev sv. Štefana I. Ogrskega, Sombor (d)                          |                                                |     |
| 1.  | Klikni za spremembo slike | Gerard Stantić     | 18. september 1876, Đurđin, Srbija 24. junij 1956, Sombor, Srbija | karmeličan, duhovnik                                                           | Cerkev sv. Štefana I. Ogrskega, Sombor (d)                          |                                                |     |
| 2.  | Klikni za spremembo slike | Klaudija Böllein   | 17. januar 1875, Đakovo 3. februar 1952, Varaždin                 | uršulinka                                                                      | Cerkev Jezusovega rojstva, Varaždin (c)                             | 1999                                           |     |
| 2.  | Klikni za spremembo slike | Klaudija Böllein   | 17. januar 1875, Đakovo 3. februar 1952, Varaždin                 | uršulinka                                                                      | Cerkev Jezusovega rojstva, Varaždin (c)                             |                                                |     |
| 2.  | Klikni za spremembo slike | Klaudija Böllein   | 17. januar 1875, Đakovo 3. februar 1952, Varaždin                 | uršulinka                                                                      | Cerkev Jezusovega rojstva, Varaždin (c)                             |                                                |     |
| 2.  | Klikni za spremembo slike | Klaudija Böllein   | 17. januar 1875, Đakovo 3. februar 1952, Varaždin                 | uršulinka                                                                      | Cerkev Jezusovega rojstva, Varaždin (c)                             |                                                |     |
| 3.  | Klikni za spremembo slike | Josip Stadler      | 24. januar 1843, Slavonski Brod 8. december 1918, Sarajevo        | nadškof Vrhbosne                                                               | Stolnica Srca Jezusovega, Sarajevo                                  | 20. junij 2002                                 |     |
| 3.  | Klikni za spremembo slike | Josip Stadler      | 24. januar 1843, Slavonski Brod 8. december 1918, Sarajevo        | nadškof Vrhbosne                                                               | Stolnica Srca Jezusovega, Sarajevo                                  |                                                |     |
| 3.  | Klikni za spremembo slike | Josip Stadler      | 24. januar 1843, Slavonski Brod 8. december 1918, Sarajevo        | nadškof Vrhbosne                                                               | Stolnica Srca Jezusovega, Sarajevo                                  |                                                |     |
| 3.  | Klikni za spremembo slike | Josip Stadler      | 24. januar 1843, Slavonski Brod 8. december 1918, Sarajevo        | nadškof Vrhbosne                                                               | Stolnica Srca Jezusovega, Sarajevo                                  |                                                |     |
| 4.  | Klikni za spremembo slike | Klara Žižić        | 1626, Promina (župnija) 21. september 1706, Šibenik               | redovnica, ustanoviteljica reda Frančiškanskih sester Brezmadežne Matere Božje | kripta cerkve sv. Lovrenca, Šibenik                                 | 21. september 2004                             |     |
| 4.  | Klikni za spremembo slike | Klara Žižić        | 1626, Promina (župnija) 21. september 1706, Šibenik               | redovnica, ustanoviteljica reda Frančiškanskih sester Brezmadežne Matere Božje | kripta cerkve sv. Lovrenca, Šibenik                                 |                                                |     |
| 4.  | Klikni za spremembo slike | Klara Žižić        | 1626, Promina (župnija) 21. september 1706, Šibenik               | redovnica, ustanoviteljica reda Frančiškanskih sester Brezmadežne Matere Božje | kripta cerkve sv. Lovrenca, Šibenik                                 |                                                |     |
| 4.  | Klikni za spremembo slike | Klara Žižić        | 1626, Promina (župnija) 21. september 1706, Šibenik               | redovnica, ustanoviteljica reda Frančiškanskih sester Brezmadežne Matere Božje | kripta cerkve sv. Lovrenca, Šibenik                                 |                                                |     |
| 5.  | Klikni za spremembo slike | Marica Stanković   | 31. december 1900, Zagreb 8. oktober 1957, Zagreb                 | učiteljica, ustanoviteljica laične ustanove Sodelavke Kristusa Kralja          | pokopališče Mirogoj, Zagreb                                         | 16. november 2006                              |     |
| 5.  | Klikni za spremembo slike | Marica Stanković   | 31. december 1900, Zagreb 8. oktober 1957, Zagreb                 | učiteljica, ustanoviteljica laične ustanove Sodelavke Kristusa Kralja          | pokopališče Mirogoj, Zagreb                                         |                                                |     |
| 5.  | Klikni za spremembo slike | Marica Stanković   | 31. december 1900, Zagreb 8. oktober 1957, Zagreb                 | učiteljica, ustanoviteljica laične ustanove Sodelavke Kristusa Kralja          | pokopališče Mirogoj, Zagreb                                         |                                                |     |
| 5.  | Klikni za spremembo slike | Marica Stanković   | 31. december 1900, Zagreb 8. oktober 1957, Zagreb                 | učiteljica, ustanoviteljica laične ustanove Sodelavke Kristusa Kralja          | pokopališče Mirogoj, Zagreb                                         |                                                |     |
| 6.  | Klikni za spremembo slike | Ivo Peran          | 25. junij 1920, Kaštel Stari 14. september 2003, Split            | frančiškan, duhovnik                                                           |                                                                     | 27. marec 2011                                 |     |
| 6.  | Klikni za spremembo slike | Ivo Peran          | 25. junij 1920, Kaštel Stari 14. september 2003, Split            | frančiškan, duhovnik                                                           |                                                                     |                                                |     |
| 6.  | Klikni za spremembo slike | Ivo Peran          | 25. junij 1920, Kaštel Stari 14. september 2003, Split            | frančiškan, duhovnik                                                           |                                                                     |                                                |     |
| 6.  | Klikni za spremembo slike | Ivo Peran          | 25. junij 1920, Kaštel Stari 14. september 2003, Split            | frančiškan, duhovnik                                                           |                                                                     |                                                |     |
| 7.  | Klikni za spremembo slike | Kornelija Horvat   | 22. december 1886, Koprivnica, Hrvaška 22. januar 1944, Hvar      | usmiljenke, mučenke                                                            |                                                                     | 4. april 2011                                  |     |
| 7.  | Klikni za spremembo slike | Kornelija Horvat   | 22. december 1886, Koprivnica, Hrvaška 22. januar 1944, Hvar      | usmiljenke, mučenke                                                            |                                                                     |                                                |     |
| 7.  | Klikni za spremembo slike | Kornelija Horvat   | 22. december 1886, Koprivnica, Hrvaška 22. januar 1944, Hvar      | usmiljenke, mučenke                                                            |                                                                     |                                                |     |
| 7.  | Klikni za spremembo slike | Kornelija Horvat   | 22. december 1886, Koprivnica, Hrvaška 22. januar 1944, Hvar      | usmiljenke, mučenke                                                            |                                                                     |                                                |     |
| 8.  | Klikni za spremembo slike | Lipharda Horvat    | 6. marec 1902, Varaždin maj 1945, Sošice                          | usmiljenke, mučenke                                                            |                                                                     | skupen postopek (zgoraj)                       |     |
| 9.  | Klikni za spremembo slike | Žarka Ivasić       | 16. september 1904, Krašić 16. maj 1946, Gospić                   | usmiljenke, mučenke                                                            |                                                                     | skupen postopek (zgoraj)                       |     |
| 10. | Klikni za spremembo slike | Geralda Jakob      | 17. julij 1906, Donjara maj 1945, Sošice                          | usmiljenke, mučenke                                                            |                                                                     | skupen postopek (zgoraj)                       |     |
| 11. | Klikni za spremembo slike | Konstantina Mesar  | 26. oktober 1907, Marija Bistrica maj 1945, Sošice                | usmiljenke, mučenke                                                            |                                                                     | skupen postopek (zgoraj)                       |     |
| 12. | Klikni za spremembo slike | Trofima Miloslavić | 17. avgust 1888, Makoše 26. november 1950, Rim                    | usmiljenke, mučenke                                                            |                                                                     | skupen postopek (zgoraj)                       |     |
| 13. | Klikni za spremembo slike | Blanda Stipetić    | 27. junij 1889, Vučinići 30. junij 1945, Sošice                   | usmiljenke, mučenke                                                            |                                                                     | skupen postopek (zgoraj)                       |     |
| 14. | Klikni za spremembo slike | Lovro Milanović    | 22. maj 1777, Sarajevo 3. februar 1807, Turić, BiH                | frančiškan, mučenec                                                            | pokopališče Turić                                                   | 31. januar 2015                                |     |
| 14. | Klikni za spremembo slike | Lovro Milanović    | 22. maj 1777, Sarajevo 3. februar 1807, Turić, BiH                | frančiškan, mučenec                                                            | pokopališče Turić                                                   |                                                |     |
| 14. | Klikni za spremembo slike | Lovro Milanović    | 22. maj 1777, Sarajevo 3. februar 1807, Turić, BiH                | frančiškan, mučenec                                                            | pokopališče Turić                                                   |                                                |     |
| 14. | Klikni za spremembo slike | Lovro Milanović    | 22. maj 1777, Sarajevo 3. februar 1807, Turić, BiH                | frančiškan, mučenec                                                            | pokopališče Turić                                                   |                                                |     |
| 15. | Klikni za spremembo slike | Krešimir Barišić   | 27. julij 1907, Jajce, BiH 9. avgust 1941, Krnjeuša, BiH          | duhovniki Škofije Banja Luka                                                   |                                                                     | 25. februar 2015                               |     |
| 15. | Klikni za spremembo slike | Krešimir Barišić   | 27. julij 1907, Jajce, BiH 9. avgust 1941, Krnjeuša, BiH          | duhovniki Škofije Banja Luka                                                   |                                                                     |                                                |     |
| 15. | Klikni za spremembo slike | Krešimir Barišić   | 27. julij 1907, Jajce, BiH 9. avgust 1941, Krnjeuša, BiH          | duhovniki Škofije Banja Luka                                                   |                                                                     |                                                |     |
| 15. | Klikni za spremembo slike | Krešimir Barišić   | 27. julij 1907, Jajce, BiH 9. avgust 1941, Krnjeuša, BiH          | duhovniki Škofije Banja Luka                                                   |                                                                     |                                                |     |
| 16. | Klikni za spremembo slike | Antun Dujlović     | 9. januar 1910, Ružići, BiH 11. julij 1943, Gumjera, BiH          | duhovniki Škofije Banja Luka                                                   |                                                                     | skupen postopek (zgoraj)                       |     |
| 17. | Klikni za spremembo slike | Juraj Gospodnetić  | 26. junij 1914, Postira 11. julij 1943, Bosansko Grahovo, BiH     | duhovniki Škofije Banja Luka                                                   |                                                                     | skupen postopek (zgoraj)                       |     |
| 18. | Klikni za spremembo slike | Ante Gabrić        | 28. februar 1915, Metković 20. oktober 1988, Kalkuta, Indija      | jezuit, duhovnik, misijonar                                                    | misijonska postaja »Maria Poli«                                     | 28. februar 2015                               |     |
| 18. | Klikni za spremembo slike | Ante Gabrić        | 28. februar 1915, Metković 20. oktober 1988, Kalkuta, Indija      | jezuit, duhovnik, misijonar                                                    | misijonska postaja »Maria Poli«                                     |                                                |     |
| 18. | Klikni za spremembo slike | Ante Gabrić        | 28. februar 1915, Metković 20. oktober 1988, Kalkuta, Indija      | jezuit, duhovnik, misijonar                                                    | misijonska postaja »Maria Poli«                                     |                                                |     |
| 18. | Klikni za spremembo slike | Ante Gabrić        | 28. februar 1915, Metković 20. oktober 1988, Kalkuta, Indija      | jezuit, duhovnik, misijonar                                                    | misijonska postaja »Maria Poli«                                     |                                                |     |
| 19. | Klikni za spremembo slike | Bonifacij Pavletić | 25. junij 1864, Zbjegovača 4. november 1897, Rim                  | redovnik reda Sinovi brezmadežnega spočetja                                    | Rim                                                                 | 13. maj 2016                                   |     |
| 19. | Klikni za spremembo slike | Bonifacij Pavletić | 25. junij 1864, Zbjegovača 4. november 1897, Rim                  | redovnik reda Sinovi brezmadežnega spočetja                                    | Rim                                                                 |                                                |     |
| 19. | Klikni za spremembo slike | Bonifacij Pavletić | 25. junij 1864, Zbjegovača 4. november 1897, Rim                  | redovnik reda Sinovi brezmadežnega spočetja                                    | Rim                                                                 |                                                |     |
| 19. | Klikni za spremembo slike | Bonifacij Pavletić | 25. junij 1864, Zbjegovača 4. november 1897, Rim                  | redovnik reda Sinovi brezmadežnega spočetja                                    | Rim                                                                 |                                                |     |
| 20. | Klikni za spremembo slike | Šimun Filipović    | 30. september 1732, Seona, BiH 9. maj 1802, Ripatransone, Italija | frančiškan, duhovnik                                                           |                                                                     |                                                |     |
| 20. | Klikni za spremembo slike | Šimun Filipović    | 30. september 1732, Seona, BiH 9. maj 1802, Ripatransone, Italija | frančiškan, duhovnik                                                           |                                                                     |                                                |     |
| 20. | Klikni za spremembo slike | Šimun Filipović    | 30. september 1732, Seona, BiH 9. maj 1802, Ripatransone, Italija | frančiškan, duhovnik                                                           |                                                                     |                                                |     |
| 20. | Klikni za spremembo slike | Šimun Filipović    | 30. september 1732, Seona, BiH 9. maj 1802, Ripatransone, Italija | frančiškan, duhovnik                                                           |                                                                     |                                                |     |
| 21. | Klikni za spremembo slike | Franjo Kuharić     | 15. april 1919, Pribić 8. marec 2002, Zagreb                      | nadškof Zagreba, kardinal                                                      | Stolnica Marijinega vnebovzetja in sv. Štefana in Ladislava, Zagreb |                                                |     |
| 21. | Klikni za spremembo slike | Franjo Kuharić     | 15. april 1919, Pribić 8. marec 2002, Zagreb                      | nadškof Zagreba, kardinal                                                      | Stolnica Marijinega vnebovzetja in sv. Štefana in Ladislava, Zagreb |                                                |     |
| 21. | Klikni za spremembo slike | Franjo Kuharić     | 15. april 1919, Pribić 8. marec 2002, Zagreb                      | nadškof Zagreba, kardinal                                                      | Stolnica Marijinega vnebovzetja in sv. Štefana in Ladislava, Zagreb |                                                |     |
| 21. | Klikni za spremembo slike | Franjo Kuharić     | 15. april 1919, Pribić 8. marec 2002, Zagreb                      | nadškof Zagreba, kardinal                                                      | Stolnica Marijinega vnebovzetja in sv. Štefana in Ladislava, Zagreb |                                                |     |
| 22. | Klikni za spremembo slike | Josip Lang         | 25. januar 1857, Lepšić 1. november 1924, Zagreb                  | pomožni škof Zagreba                                                           | Cerkev Marijinega obiskanja, Zagreb (hr)                            |                                                |     |
| 22. | Klikni za spremembo slike | Josip Lang         | 25. januar 1857, Lepšić 1. november 1924, Zagreb                  | pomožni škof Zagreba                                                           | Cerkev Marijinega obiskanja, Zagreb (hr)                            |                                                |     |
| 22. | Klikni za spremembo slike | Josip Lang         | 25. januar 1857, Lepšić 1. november 1924, Zagreb                  | pomožni škof Zagreba                                                           | Cerkev Marijinega obiskanja, Zagreb (hr)                            |                                                |     |
| 22. | Klikni za spremembo slike | Josip Lang         | 25. januar 1857, Lepšić 1. november 1924, Zagreb                  | pomožni škof Zagreba                                                           | Cerkev Marijinega obiskanja, Zagreb (hr)                            |                                                |     |
| 23. | Klikni za spremembo slike | Anton Rendić       | 20. december 1896, Sutivan 13. februar 1993, Antofagasta, Čile    | zdravnik, pesnik                                                               | pokopališče Antofagasta                                             |                                                |     |
| 23. | Klikni za spremembo slike | Anton Rendić       | 20. december 1896, Sutivan 13. februar 1993, Antofagasta, Čile    | zdravnik, pesnik                                                               | pokopališče Antofagasta                                             |                                                |     |
| 23. | Klikni za spremembo slike | Anton Rendić       | 20. december 1896, Sutivan 13. februar 1993, Antofagasta, Čile    | zdravnik, pesnik                                                               | pokopališče Antofagasta                                             |                                                |     |
| 23. | Klikni za spremembo slike | Anton Rendić       | 20. december 1896, Sutivan 13. februar 1993, Antofagasta, Čile    | zdravnik, pesnik                                                               | pokopališče Antofagasta                                             |                                                |     |

## Druge svetniške osebnosti iz Hrvaškega

### Svetniki
| #  | Slika                     | Ime               | Rojen, umrl                          | Služba                                | Pokopan                          | Božji služabnik, Častitljivi, Blaženi, Svetnik | God      |
| -- | ------------------------- | ----------------- | ------------------------------------ | ------------------------------------- | -------------------------------- | ---------------------------------------------- | -------- |
| 1. | Klikni za spremembo slike | Gavdencij Osorski | 10. stoletje, ? 31. maj 1044, Ancona | Italijan, škof Osorja, benediktinec   |                                  |                                                | 1. jun.  |
| 1. | Klikni za spremembo slike | Gavdencij Osorski | 10. stoletje, ? 31. maj 1044, Ancona | Italijan, škof Osorja, benediktinec   |                                  |                                                | 1. jun.  |
| 1. | Klikni za spremembo slike | Gavdencij Osorski | 10. stoletje, ? 31. maj 1044, Ancona | Italijan, škof Osorja, benediktinec   |                                  |                                                | 1. jun.  |
| 1. | Klikni za spremembo slike | Gavdencij Osorski | 10. stoletje, ? 31. maj 1044, Ancona | Italijan, škof Osorja, benediktinec   |                                  |                                                | 1. jun.  |
| 2. | Klikni za spremembo slike | Ivan Trogirski    | okoli 1034, Rim okoli 1111, Trogir   | Italijan, kamaldolenec, škof Trogirja | Cerkev sv. Lovrenca, Trogir (hr) |                                                | 14. nov. |
| 2. | Klikni za spremembo slike | Ivan Trogirski    | okoli 1034, Rim okoli 1111, Trogir   | Italijan, kamaldolenec, škof Trogirja | Cerkev sv. Lovrenca, Trogir (hr) |                                                | 14. nov. |
| 2. | Klikni za spremembo slike | Ivan Trogirski    | okoli 1034, Rim okoli 1111, Trogir   | Italijan, kamaldolenec, škof Trogirja | Cerkev sv. Lovrenca, Trogir (hr) |                                                | 14. nov. |
| 2. | Klikni za spremembo slike | Ivan Trogirski    | okoli 1034, Rim okoli 1111, Trogir   | Italijan, kamaldolenec, škof Trogirja | Cerkev sv. Lovrenca, Trogir (hr) |                                                | 14. nov. |

### Blaženi
| #  | Slika                     | Ime             | Rojen, umrl                                               | Služba                                                                 | Pokopan                                     | Božji služabnik, Častitljivi, Blaženi, Svetnik | God      |
| -- | ------------------------- | --------------- | --------------------------------------------------------- | ---------------------------------------------------------------------- | ------------------------------------------- | ---------------------------------------------- | -------- |
| 1. | Klikni za spremembo slike | Oton iz Pulja   | ? 14. december 1241, Jeruzalem                            | Nemec, frančiškan, karizmatik                                          | Cerkev sv. Frančiška Asiškega, Pulj (hr)    |                                                | 14. dec. |
| 1. | Klikni za spremembo slike | Oton iz Pulja   | ? 14. december 1241, Jeruzalem                            | Nemec, frančiškan, karizmatik                                          | Cerkev sv. Frančiška Asiškega, Pulj (hr)    |                                                | 14. dec. |
| 1. | Klikni za spremembo slike | Oton iz Pulja   | ? 14. december 1241, Jeruzalem                            | Nemec, frančiškan, karizmatik                                          | Cerkev sv. Frančiška Asiškega, Pulj (hr)    |                                                | 14. dec. |
| 1. | Klikni za spremembo slike | Oton iz Pulja   | ? 14. december 1241, Jeruzalem                            | Nemec, frančiškan, karizmatik                                          | Cerkev sv. Frančiška Asiškega, Pulj (hr)    |                                                | 14. dec. |
| 2. | Klikni za spremembo slike | Jakob Zadarski  | okoli 1400, Zadar 1485, Bitetto, Italija                  | Italijan, frančiškan, duhovnik                                         | Cerkev sv. Jakoba Zadarskega, Bitetto (d)   |                                                | 27. apr. |
| 2. | Klikni za spremembo slike | Jakob Zadarski  | okoli 1400, Zadar 1485, Bitetto, Italija                  | Italijan, frančiškan, duhovnik                                         | Cerkev sv. Jakoba Zadarskega, Bitetto (d)   |                                                | 27. apr. |
| 2. | Klikni za spremembo slike | Jakob Zadarski  | okoli 1400, Zadar 1485, Bitetto, Italija                  | Italijan, frančiškan, duhovnik                                         | Cerkev sv. Jakoba Zadarskega, Bitetto (d)   | 29. december 1700 (Klemen XI.)                 | 27. apr. |
| 2. | Klikni za spremembo slike | Jakob Zadarski  | okoli 1400, Zadar 1485, Bitetto, Italija                  | Italijan, frančiškan, duhovnik                                         | Cerkev sv. Jakoba Zadarskega, Bitetto (d)   |                                                | 27. apr. |
| 3. | Klikni za spremembo slike | Julijan iz Bal  | ?, Bale 1343 ali 1349, Bale                               | Italijan, frančiškan, duhovnik                                         |                                             |                                                | 1. maj   |
| 3. | Klikni za spremembo slike | Julijan iz Bal  | ?, Bale 1343 ali 1349, Bale                               | Italijan, frančiškan, duhovnik                                         |                                             |                                                | 1. maj   |
| 3. | Klikni za spremembo slike | Julijan iz Bal  | ?, Bale 1343 ali 1349, Bale                               | Italijan, frančiškan, duhovnik                                         | 23. februar 1910 (Pij X.)                   |                                                | 1. maj   |
| 3. | Klikni za spremembo slike | Julijan iz Bal  | ?, Bale 1343 ali 1349, Bale                               | Italijan, frančiškan, duhovnik                                         |                                             |                                                | 1. maj   |
| 4. | Klikni za spremembo slike | Bernadeta Banja | 18. junij 1912, Veliki Grđevac 15. december 1941, Goražde | Madžarka, redovnica Hčera Božje ljubezni, ena od petih drinskih mučenk |                                             | 4. december 1999                               | 15. dec. |
| 4. | Klikni za spremembo slike | Bernadeta Banja | 18. junij 1912, Veliki Grđevac 15. december 1941, Goražde | Madžarka, redovnica Hčera Božje ljubezni, ena od petih drinskih mučenk | 14. januar 2011                             |                                                | 15. dec. |
| 4. | Klikni za spremembo slike | Bernadeta Banja | 18. junij 1912, Veliki Grđevac 15. december 1941, Goražde | Madžarka, redovnica Hčera Božje ljubezni, ena od petih drinskih mučenk | 24. september 2011, Sarajevo (Angelo Amato) |                                                | 15. dec. |
| 4. | Klikni za spremembo slike | Bernadeta Banja | 18. junij 1912, Veliki Grđevac 15. december 1941, Goražde | Madžarka, redovnica Hčera Božje ljubezni, ena od petih drinskih mučenk |                                             |                                                | 15. dec. |

### Častitljivi Božji služabniki
| #  | Slika                     | Ime             | Rojen, umrl                                         | Služba                                                              | Pokopan                          | Božji služabnik, Častitljivi, Blaženi, Svetnik | God |
| -- | ------------------------- | --------------- | --------------------------------------------------- | ------------------------------------------------------------------- | -------------------------------- | ---------------------------------------------- | --- |
| 1. | Klikni za spremembo slike | Egidij Bulešić  | 24. avgust 1905, Pulj 25. april 1929, Pulj          | Italijan, mornar, ladjedelniški delavec, frančiškanski tretjerednik | Cerkev Matere Božje, Barbana (d) | 6. maj 1974                                    |     |
| 1. | Klikni za spremembo slike | Egidij Bulešić  | 24. avgust 1905, Pulj 25. april 1929, Pulj          | Italijan, mornar, ladjedelniški delavec, frančiškanski tretjerednik | Cerkev Matere Božje, Barbana (d) | 7. julij 1997                                  |     |
| 1. | Klikni za spremembo slike | Egidij Bulešić  | 24. avgust 1905, Pulj 25. april 1929, Pulj          | Italijan, mornar, ladjedelniški delavec, frančiškanski tretjerednik | Cerkev Matere Božje, Barbana (d) |                                                |     |
| 1. | Klikni za spremembo slike | Egidij Bulešić  | 24. avgust 1905, Pulj 25. april 1929, Pulj          | Italijan, mornar, ladjedelniški delavec, frančiškanski tretjerednik | Cerkev Matere Božje, Barbana (d) |                                                |     |
| 2. | Klikni za spremembo slike | Lino Maupas     | 30. avgust 1866, Split 14. maj 1924, Parma, Italija | Italijan, frančiškan, duhovnik                                      | pokopališče Villetta, Parma      | 25. julij 1942                                 |     |
| 2. | Klikni za spremembo slike | Lino Maupas     | 30. avgust 1866, Split 14. maj 1924, Parma, Italija | Italijan, frančiškan, duhovnik                                      | pokopališče Villetta, Parma      | 26. marec 1999                                 |     |
| 2. | Klikni za spremembo slike | Lino Maupas     | 30. avgust 1866, Split 14. maj 1924, Parma, Italija | Italijan, frančiškan, duhovnik                                      | pokopališče Villetta, Parma      |                                                |     |
| 2. | Klikni za spremembo slike | Lino Maupas     | 30. avgust 1866, Split 14. maj 1924, Parma, Italija | Italijan, frančiškan, duhovnik                                      | pokopališče Villetta, Parma      |                                                |     |
| 3. | Klikni za spremembo slike | Placido Cortese | 7. marec 1907, Cres november 1944, Trst             | Italijan, minorit, duhovnik, mučenec                                |                                  | 29. januar 2002                                |     |
| 3. | Klikni za spremembo slike | Placido Cortese | 7. marec 1907, Cres november 1944, Trst             | Italijan, minorit, duhovnik, mučenec                                | 30. avgust 2021                  |                                                |     |
| 3. | Klikni za spremembo slike | Placido Cortese | 7. marec 1907, Cres november 1944, Trst             | Italijan, minorit, duhovnik, mučenec                                |                                  |                                                |     |
| 3. | Klikni za spremembo slike | Placido Cortese | 7. marec 1907, Cres november 1944, Trst             | Italijan, minorit, duhovnik, mučenec                                |                                  |                                                |     |

### Božji služabniki
| #  | Slika                     | Ime                       | Rojen, umrl                                       | Služba                                                                          | Pokopan                  | Božji služabnik, Častitljivi, Blaženi, Svetnik | God |
| -- | ------------------------- | ------------------------- | ------------------------------------------------- | ------------------------------------------------------------------------------- | ------------------------ | ---------------------------------------------- | --- |
| 1. | Klikni za spremembo slike | Giacoma Giorgia Colombis  | 28. december 1735, Cres 28. junij 1801, Cres      | Italijanka, benediktinka                                                        |                          | 1801                                           |     |
| 1. | Klikni za spremembo slike | Giacoma Giorgia Colombis  | 28. december 1735, Cres 28. junij 1801, Cres      | Italijanka, benediktinka                                                        |                          |                                                |     |
| 1. | Klikni za spremembo slike | Giacoma Giorgia Colombis  | 28. december 1735, Cres 28. junij 1801, Cres      | Italijanka, benediktinka                                                        |                          |                                                |     |
| 1. | Klikni za spremembo slike | Giacoma Giorgia Colombis  | 28. december 1735, Cres 28. junij 1801, Cres      | Italijanka, benediktinka                                                        |                          |                                                |     |
| 2. | Klikni za spremembo slike | Marija Krucifiksa Kozulić | 20. september 1852, Reka 29. september 1922, Reka | Italijanka, redovnica, ustanoviteljica Družbe sester Presvetega Srca Jezusovega | pokopališče Kozala, Reka | 20. oktober 2013                               |     |
| 2. | Klikni za spremembo slike | Marija Krucifiksa Kozulić | 20. september 1852, Reka 29. september 1922, Reka | Italijanka, redovnica, ustanoviteljica Družbe sester Presvetega Srca Jezusovega | pokopališče Kozala, Reka |                                                |     |
| 2. | Klikni za spremembo slike | Marija Krucifiksa Kozulić | 20. september 1852, Reka 29. september 1922, Reka | Italijanka, redovnica, ustanoviteljica Družbe sester Presvetega Srca Jezusovega | pokopališče Kozala, Reka |                                                |     |
| 2. | Klikni za spremembo slike | Marija Krucifiksa Kozulić | 20. september 1852, Reka 29. september 1922, Reka | Italijanka, redovnica, ustanoviteljica Družbe sester Presvetega Srca Jezusovega | pokopališče Kozala, Reka |                                                |     |

## Rimski svetniki
| #   | Slika                     | Ime                 | Rojen, umrl                                       | Služba                                    | Pokopan                   | Božji služabnik, Častitljivi, Blaženi, Svetnik | God      |
| --- | ------------------------- | ------------------- | ------------------------------------------------- | ----------------------------------------- | ------------------------- | ---------------------------------------------- | -------- |
| 1.  | Klikni za spremembo slike | Gaj                 | 3. stoletje, Salona 22. april 296, Rim            | papež                                     | Kalistove katakombe, Rim  |                                                | 22. apr. |
| 1.  | Klikni za spremembo slike | Gaj                 | 3. stoletje, Salona 22. april 296, Rim            | papež                                     | Kalistove katakombe, Rim  |                                                | 22. apr. |
| 1.  | Klikni za spremembo slike | Gaj                 | 3. stoletje, Salona 22. april 296, Rim            | papež                                     | Kalistove katakombe, Rim  |                                                | 22. apr. |
| 1.  | Klikni za spremembo slike | Gaj                 | 3. stoletje, Salona 22. april 296, Rim            | papež                                     | Kalistove katakombe, Rim  |                                                | 22. apr. |
| 2.  | Klikni za spremembo slike | Venancij Splitski   | ? 259, Delminij (hr)                              | škof Salone, mučenec                      |                           |                                                | 1. apr.  |
| 2.  | Klikni za spremembo slike | Venancij Splitski   | ? 259, Delminij (hr)                              | škof Salone, mučenec                      |                           |                                                | 1. apr.  |
| 2.  | Klikni za spremembo slike | Venancij Splitski   | ? 259, Delminij (hr)                              | škof Salone, mučenec                      |                           |                                                | 1. apr.  |
| 2.  | Klikni za spremembo slike | Venancij Splitski   | ? 259, Delminij (hr)                              | škof Salone, mučenec                      |                           |                                                | 1. apr.  |
| 3.  | Klikni za spremembo slike | Anastazij Splitski  | 3. stoletje, ? 304, Salona                        | volnar, mučenec                           |                           |                                                | 7. sep.  |
| 3.  | Klikni za spremembo slike | Anastazij Splitski  | 3. stoletje, ? 304, Salona                        | volnar, mučenec                           |                           |                                                | 7. sep.  |
| 3.  | Klikni za spremembo slike | Anastazij Splitski  | 3. stoletje, ? 304, Salona                        | volnar, mučenec                           |                           |                                                | 7. sep.  |
| 3.  | Klikni za spremembo slike | Anastazij Splitski  | 3. stoletje, ? 304, Salona                        | volnar, mučenec                           |                           |                                                | 7. sep.  |
| 4.  | Klikni za spremembo slike | Domen Splitski      | 3. stoletje, Antiohija, danes Turčija 304, Salona | škof Salone, mučenec                      | Stolnica sv. Domna, Split |                                                | 7. maj   |
| 4.  | Klikni za spremembo slike | Domen Splitski      | 3. stoletje, Antiohija, danes Turčija 304, Salona | škof Salone, mučenec                      | Stolnica sv. Domna, Split |                                                | 7. maj   |
| 4.  | Klikni za spremembo slike | Domen Splitski      | 3. stoletje, Antiohija, danes Turčija 304, Salona | škof Salone, mučenec                      | Stolnica sv. Domna, Split |                                                | 7. maj   |
| 4.  | Klikni za spremembo slike | Domen Splitski      | 3. stoletje, Antiohija, danes Turčija 304, Salona | škof Salone, mučenec                      | Stolnica sv. Domna, Split |                                                | 7. maj   |
| 5.  | Klikni za spremembo slike | Maver iz Poreča     | 3. stoletje, ? okoli 305, Poreč                   | škof Poreča, mučenec                      |                           |                                                | 21. nov. |
| 5.  | Klikni za spremembo slike | Maver iz Poreča     | 3. stoletje, ? okoli 305, Poreč                   | škof Poreča, mučenec                      |                           |                                                | 21. nov. |
| 5.  | Klikni za spremembo slike | Maver iz Poreča     | 3. stoletje, ? okoli 305, Poreč                   | škof Poreča, mučenec                      |                           |                                                | 21. nov. |
| 5.  | Klikni za spremembo slike | Maver iz Poreča     | 3. stoletje, ? okoli 305, Poreč                   | škof Poreča, mučenec                      |                           |                                                | 21. nov. |
| 6.  | Klikni za spremembo slike | Elevterij iz Poreča | 3. stoletje, ? 4. stoletje, Poreč                 | mučenec                                   |                           |                                                | 18. apr. |
| 6.  | Klikni za spremembo slike | Elevterij iz Poreča | 3. stoletje, ? 4. stoletje, Poreč                 | mučenec                                   |                           |                                                | 18. apr. |
| 6.  | Klikni za spremembo slike | Elevterij iz Poreča | 3. stoletje, ? 4. stoletje, Poreč                 | mučenec                                   |                           |                                                | 18. apr. |
| 6.  | Klikni za spremembo slike | Elevterij iz Poreča | 3. stoletje, ? 4. stoletje, Poreč                 | mučenec                                   |                           |                                                | 18. apr. |
| 7.  | Klikni za spremembo slike | Projekt iz Poreča   | ? 4. stoletje, Poreč                              | mučenca                                   |                           |                                                | 25. jan. |
| 7.  | Klikni za spremembo slike | Projekt iz Poreča   | ? 4. stoletje, Poreč                              | mučenca                                   |                           |                                                | 25. jan. |
| 7.  | Klikni za spremembo slike | Projekt iz Poreča   | ? 4. stoletje, Poreč                              | mučenca                                   |                           |                                                | 25. jan. |
| 7.  | Klikni za spremembo slike | Projekt iz Poreča   | ? 4. stoletje, Poreč                              | mučenca                                   |                           |                                                | 25. jan. |
| 8.  | Klikni za spremembo slike | Akolit iz Poreča    | ? 4. stoletje, Poreč                              | mučenca                                   |                           |                                                | 25. jan. |
| 9.  | Klikni za spremembo slike | Polion iz Cibal     | 3. stoletje, ? 27. april 304, Vinkovci            | bralec Cerkve v Cibalah, mučenec          |                           |                                                | 27. apr. |
| 9.  | Klikni za spremembo slike | Polion iz Cibal     | 3. stoletje, ? 27. april 304, Vinkovci            | bralec Cerkve v Cibalah, mučenec          |                           |                                                | 27. apr. |
| 9.  | Klikni za spremembo slike | Polion iz Cibal     | 3. stoletje, ? 27. april 304, Vinkovci            | bralec Cerkve v Cibalah, mučenec          |                           |                                                | 27. apr. |
| 9.  | Klikni za spremembo slike | Polion iz Cibal     | 3. stoletje, ? 27. april 304, Vinkovci            | bralec Cerkve v Cibalah, mučenec          |                           |                                                | 27. apr. |
| 10. | Klikni za spremembo slike | Kvirin iz Siska     | 3. stoletje, ? 4. junij 309, Sombotel             | škof Siska, mučenec                       |                           |                                                | 4. jun.  |
| 10. | Klikni za spremembo slike | Kvirin iz Siska     | 3. stoletje, ? 4. junij 309, Sombotel             | škof Siska, mučenec                       |                           |                                                | 4. jun.  |
| 10. | Klikni za spremembo slike | Kvirin iz Siska     | 3. stoletje, ? 4. junij 309, Sombotel             | škof Siska, mučenec                       |                           |                                                | 4. jun.  |
| 10. | Klikni za spremembo slike | Kvirin iz Siska     | 3. stoletje, ? 4. junij 309, Sombotel             | škof Siska, mučenec                       |                           |                                                | 4. jun.  |
| 11. | Klikni za spremembo slike | Marin               | 275, Lopar 3. september 366, San Marino           | kamnosek, diakon, ustanovitelj San Marina |                           |                                                | 3. sep.  |
| 11. | Klikni za spremembo slike | Marin               | 275, Lopar 3. september 366, San Marino           | kamnosek, diakon, ustanovitelj San Marina |                           |                                                | 3. sep.  |
| 11. | Klikni za spremembo slike | Marin               | 275, Lopar 3. september 366, San Marino           | kamnosek, diakon, ustanovitelj San Marina |                           |                                                | 3. sep.  |
| 11. | Klikni za spremembo slike | Marin               | 275, Lopar 3. september 366, San Marino           | kamnosek, diakon, ustanovitelj San Marina |                           |                                                | 3. sep.  |